# 旋轉中心
旋轉中心（瑞典語：Turning Torso）是一座位於瑞典馬爾默，樓高190（623英尺）、54層的一幢摩天大廈，有「扭毛巾大樓」之稱；為當地著名地標。2005年8月27日正式完工，成為瑞典及北歐最高的建築物，直到2024年被位於瑞典哥德堡的卡爾拉大樓超越。

## 設計
HSB旋轉中心的設計源於一個名為「扭軀幹」（Twisting Torso）的白色大理石片雕塑，該雕塑1999年由西班牙設計師聖地牙哥·卡洛特拉瓦模仿扭曲的人形製作。 大廈的建築模型是由歐洲住房展覽會的主辦單位Bo01邀請該設計師在2001年於瑞典馬爾默舉辦展覽時的一個臨時展館內展出。

## 興建
HSB旋轉中心於2001年2月14日動工，施工為期四年半。2002年3月和8月，該大樓分別完成地基及混凝土澆注工程。2005年8月27日，中心正式開幕。用戶於同年11月1日起入伙。

## 建築特色
整幢大廈高190（623英尺），合共54層。HSB旋轉中心的大廈核心是一個為直徑10.6（35英尺）的巨大的混凝土管；而HSB旋轉中心的大廈外牆厚度由地面的2.5（8英尺）逐漸收到大廈頂層的40（1英尺）。
HSB旋轉中心共分九個區層，每個區層有五層。每個區層的方向都跟下面的區層不同，而2800板外牆及2250塊玻璃幕牆均以1.6度「旋轉」；當中最高及最底的區層成直角，看起來整座大廈猶如扭了毛巾一圈，因而有「扭毛巾大樓」之稱。

## 用途
第一、二個區層的一至十樓用作商用辦公室用途，每層佔地400平方（4,306平方英尺），全部總佔地4,200平方（45,208平方英尺）；當中第一區層的5個樓層用作HSB建築公司在馬爾默的總部。其餘區層的樓層均用作住宅用途，每層有三至五個單位，合共147個單位，總佔地為13,500平方（145,313平方英尺）；而屬於住戶樓層的43樓是為客房樓層，這層設有健身房和桑拿設備；除此之外，43樓及49樓同為觀光樓層；而最高的第53、54層是用作會議室及演講廳。建築物分別設有2部及3部升降機通往商用辦公室及住宅的樓層，而住宅升降機只需38秒就可到達最高的一層。

## 獎項
2005年3月，HSB旋轉中心除了於法國坎城的世界房地產市場頒獎典禮奪得「最佳住宅類大獎」 外，也獲最大的摩天大廈網站──安普爾斯（Emporis）授予「最佳新摩天大廈（The best new skyscraper）」榮譽。翌年，該建築又獲位於瑞士洛桑的國際混凝土聯合會（fib）頒發「國際混凝土聯合會2006年傑出結構獎（fib Award for Outstanding Structures 2006）」。

## 軼事
2006年，著名奧地利定點跳傘好手菲利克斯·保加拿成功在HSB旋轉中心進行空中定點跳傘。
在兴建过程中，探索频道制作了一集有关HSB旋轉中心建设的工程大突破节目。

## 图集

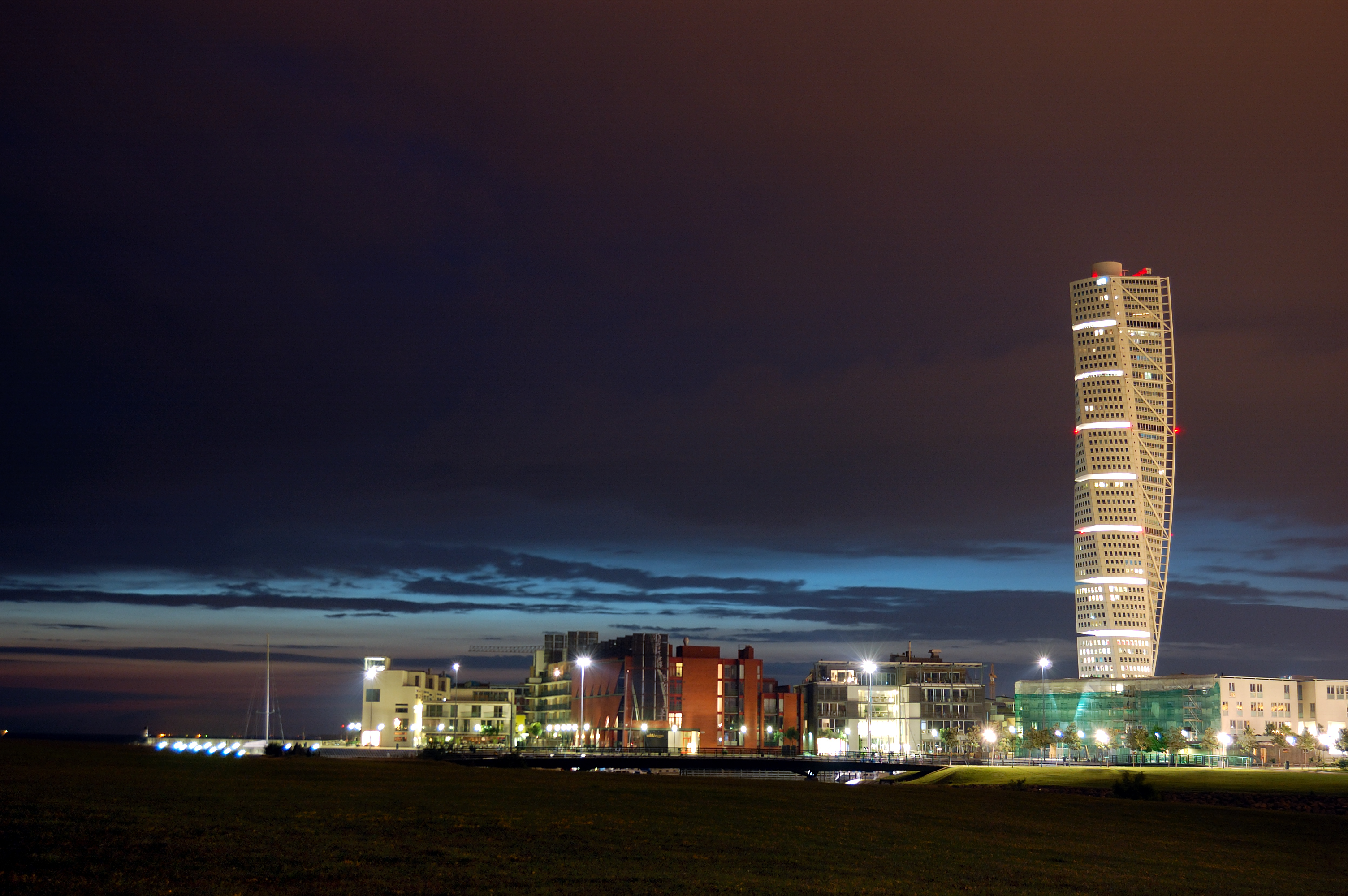
夜景
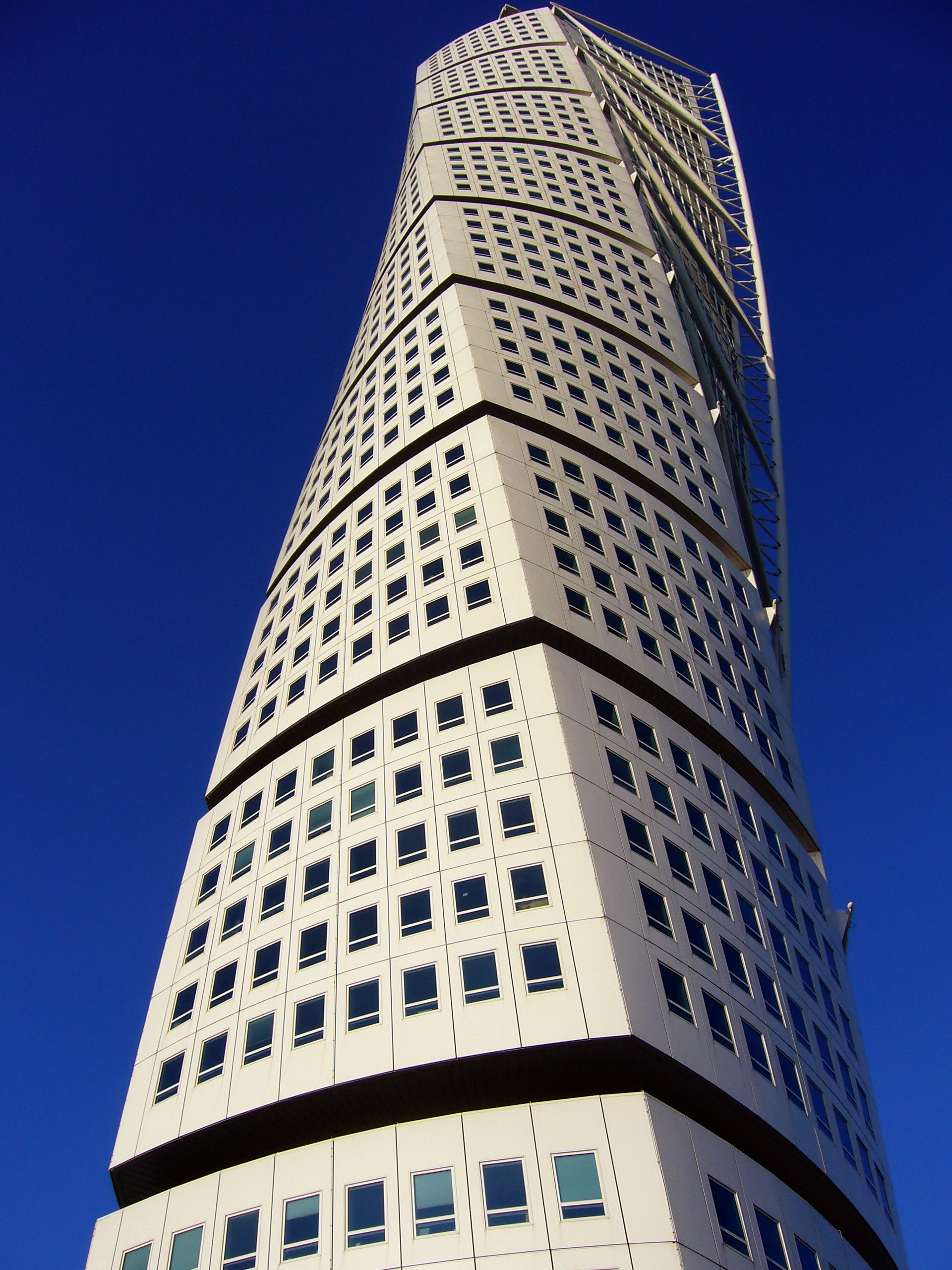
从底部看
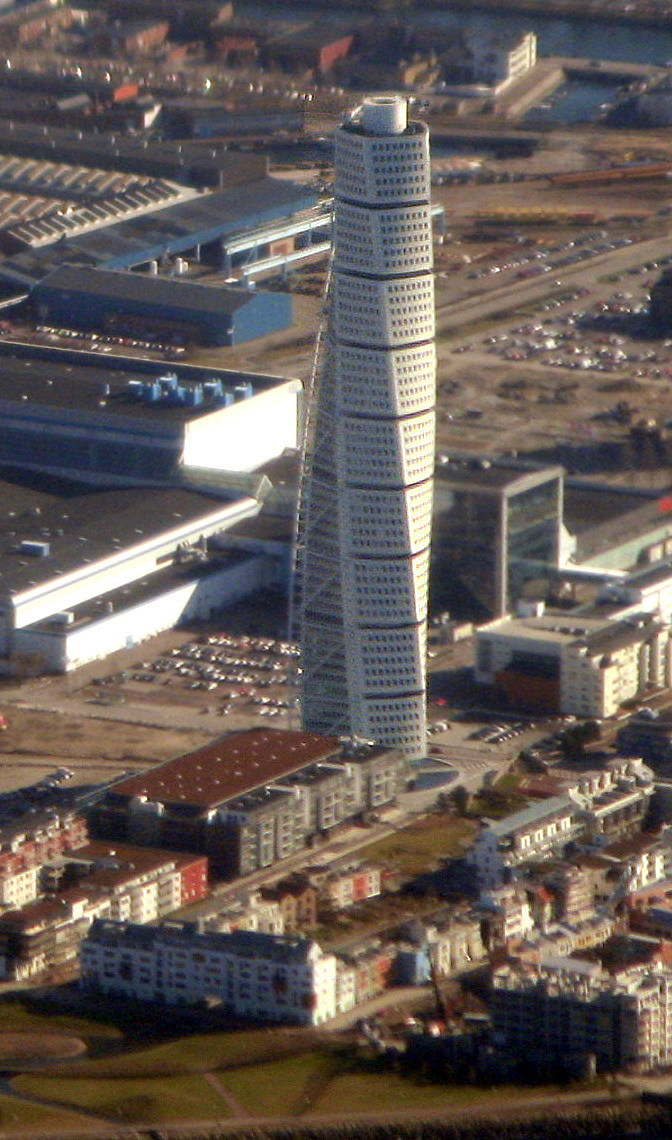
鸟瞰

## 外部連結
- （瑞典文）（英文） HSB旋轉中心官方網頁
- （英文） HSB旋轉中心圖片及新聞（页面存档备份，存于）
- （英文） HSB旋轉中心360度全景圖（页面存档备份，存于）